# 王暁鷹
王暁鷹（WANG Xiaoyiong オウ・ギョウヨウ）は中国の演出家。

## 人物
1957年北京市に生まれる。父親は安徽省の著名な地方劇俳優・劇作家で、母親も演劇関係者であったという。1975年安徽省池州地区文工団で俳優となり、演劇との関わりを始める。話劇のほか歌劇・黄梅戯・歌舞も演じたという。1978年理工系大学に合格したが大学に満足できず、一年後の1979年中央戯劇学院導演(演出)系を受験して合格する。中央戯劇学院導演系が文革後最初に学生募集したクラスであった。
1984年卒業後、中国青年芸術劇院(中国国家話劇院の前身の一つ)に演出家として配属され、今日まで演出家として活動を続ける。1980年代の中国演劇界はまだ写実演劇が主流で、しかも限界に突き当たっており、さまざまな演劇実験が追及された時代であった。王暁鷹はまず孫恵柱・張馬力『壁に吊された老代役』(掛在牆上的老B 1985年)、陶駿ほか『ルービックキューブ』(魔方 1985年)の演出で注目され、一躍若手前衛演出家として知られるようになった。しかし、1990年代以降は、まず先に戯曲(劇文学)があり演出家は戯曲の内容を正確に読み取ってそれを舞台で構成するという話劇の正統的演出家として地歩を固めていく。所属の中国国家話劇院だけでなく、しばしば外部劇団・劇場の演出にも招かれ、これまでに演出した劇は四十以上に及ぶ。
演劇理論の研究にも関心を示し、多くの演劇理論文章を執筆する。1991年劇団在籍のまま中央戯劇学院博士課程にも入学し、1995年博士の学位を取得、中国で最初の博士の学位を持つ演出家となった。1995年出版の『演劇上演中の仮定性』は、その博士論文である。王暁鷹の著書には2006年出版の『仮定性から詩化された意像へ』もあり、これは入手困難になっていた『演劇上演中の仮定性』全文のほか、彼が演出した十六の劇の演出ノートや多くの演劇評論が収められた400頁近い大著である。2001年中国青年芸術劇院と中央実験話劇院が合併して中国国家話劇院が成立すると副院長に就任、2017年に副院長を退いたが、演出家として現在も活発に活動を続けている。中国戯劇家協会副主席も担当している。

## 日本との関わり
1995年1月に来日し東京パナソニック・グローブ座で開催の'95日中演出家会議 日中演劇フォーラムに出席、発言した。王暁鷹演出の日本での上演は、2010年7月、静岡県舞台芸術センター、こまばアゴラ劇場で中国国家話劇院 『覇王歌行』が、2019年4月東京芸術劇場で中国国家話劇院『リチャード三世』が、2019年9月利賀フェステイバルで中国国家話劇院『蘭陵王』がおこなわれた。